# Château de la Ménaudière
Le Château de la Ménaudière est un château français situé à Saint-Cyr-le-Gravelais, dans le département de la Mayenne et la région des Pays de la Loire. Il est situé à 1 500 mètres au Sud-Est du bourg.

## Désignation
- La seigneurie de la Menauldière, 1577 (Certificat de catholicisme).
- La Menaudière, château (Carte de Cassini).

## Histoire
Il s'agit d'un castel avec donjon carré, dont la chapelle a été restaurée à la fin du XIXe siècle. Il y a trace des douves. Dans le château moderne laissé inachevé par Armand de Hercé, comte de Hercé, on a conservé un pan de mur du XVIe siècle, avec ses ouvertures et linteaux légèrement échancrés d'accolades. La chapelle isolée, dont le chœur est à pans coupés, les fenêtres ogivales à redans, date du XVe siècle.

## Sources et bibliographie
- « Château de la Ménaudière », dans Alphonse-Victor Angot et Ferdinand Gaugain, Dictionnaire historique, topographique et biographique de la Mayenne, Laval, A. Goupil, 1900-1910 [détail des éditions] (BNF 34106789, présentation en ligne)